# ベーチェット病
ベーチェット病（ベーチェットびょう、英語: Behçet's disease, Behçet's syndrome）は再発・寛解を繰り返す原因不明の慢性疾患で、自己免疫疾患の一つ。古典的な膠原病には含まれないものの、膠原病類縁疾患と呼ばれる。近年、その本体は血管炎であると考えられている。発病年齢は男女とも10代後半〜40歳に多く、30歳前半にピークを示す。なおページェット病（パジェット病/Paget disease）は別の病気である。

## 歴史
トルコの医師フルス・ベーチェットによる1937年の報告が最初で、名前もそれに由来する。ただし、歴史家によると、ヒポクラテスの書物にこの疾患の最初の記載があるという。

## 概念
ベーチェット病は、目、口、皮膚、外陰部のほか、中枢・末梢神経、消化管、関節、血管をおかす全身性の疾患である。口腔粘膜、皮膚、眼、外陰部において慢性炎症が持続するのではなく、急性炎症が反復することを特徴とし、増悪と寛解を繰り返しながら遷延化した経過を辿る難治性疾患である。
ベーチェット病は、日本、中国、韓国や中近東、地中海沿岸に多く、「シルクロード病」と呼ばれることもある。日本国内のベーチェット病の患者数は約2万人といわれ、30代後半に最も多く発症する。
本症の病態は針反応に代表される好中球の異常活性化が病態の中心となる血管炎である。その他好中球以外に血管因子、リンパ球の因子も病態に関与する。誘因が明らかでない炎症所見、高力価の自己抗体や自己応答性T細胞を認めない、先天的な自然免疫の異常が認められるという点からは成人スティル病、クローン病、痛風、偽痛風などとともに自己炎症症候群という疾患概念でまとめられることもある。その他の膠原病と比べての特徴として、自然寛解がわりと多くみとめられることがあげられる。
本症をはじめとした膠原病、膠原病類縁疾患はいずれも原因不明であるため一つの確定的な診断に至る検査というものはなく、状況証拠を積み重ねて診断基準に基づき診断せざるを得ない。逆に言うと適確な診断基準がつくられやすい土壌があり、厚生労働省による特定疾患の認定方法もきわめて妥当で、疾患の本態を表すものである。したがってここでは基本的に特定疾患認定基準に沿った形で症状を分類する。

## 病因
病因は不明である。
シルクロード沿いにおこりやすいということから、環境因子が原因となっている可能性がある。本症の患者はマイコバクテリウム（結核菌など）の熱ショックタンパク質に対する抗体を産生することがわかっており、これに対する分子模倣が原因の一つとして考えられている。一方、シルクロード沿いでは非常に交流が活発だったことから、ある特定の遺伝因子がシルクロード沿いに伝播されて行ったという可能性もある。
中近東アジアから日本へかけての地域では、HLA-B51陽性患者の比率が多いことが知られている。HLA-B51と本症の発症との関連が強いことがわかっているものの、これがあるから本症になるとは限らず、これがなくとも本症になる人もいるため、一概には言えない。他の膠原病でも同じことが言えるが、HLAとの遺伝的関連はHLA-B51と連鎖不平衡にある真の原因遺伝子多型をあらわしているだけかもしれず、HLA-B52も関連が示されている。
ベーチェット病紅斑部位での組織において、好中球浸潤とphospho-STAT-3陽性細胞がみられることから、Jak-Stat経路の関与も検討されている。TYK2, Jak2 上流のIL-12受容体、IL-23受容体でのSNP変異も報告されている。
扁桃炎を契機に発症する例があり、口腔アフタを生ずる例ではストレプトコッカス・サングイニスと呼ばれるグラム陽性球菌の関連が示唆されている。

## 症状
典型的な初発症状として、口腔粘膜の再発性アフタ性潰瘍を発症することが多く、口唇、頬粘膜、舌、歯肉、口蓋粘膜に円形の境界鮮明な痛みを伴う潰瘍を生じる。

### 主症状
本症に特徴的とされる症状で、疾患の初期に起こり、しばしば寛解・再燃を繰り返す。
眼症状
日本では、ぶどう膜炎をおこす代表的疾患の一つである。再発いうこの疾患の特徴を最も適確に表現し、患者は突然視力がなくなったり、また改善したりということを直接的に自覚する。ぶどう膜炎があまりに激しいと、肉眼で前眼房にたまる膿を視認できるという。
口腔粘膜症状
有痛性の口内炎（全身性エリテマトーデスの無痛性口内炎と対照的なので特に強調される）が特徴であるが、一般的な原因によるアフタ性口内炎との鑑別は容易ではない。ほぼ全ての患者に出現する。
外陰部症状
外陰部、つまり陰茎や陰嚢、大陰唇、小陰唇などに潰瘍が出現する。これは特徴的で、しばしば患者が自らの病気を自覚するきっかけになったり、診断のきっかけとなる。
皮膚症状
本症に特徴的な皮膚所見がおこるというわけではなく、結節性紅斑、血栓性静脈炎、毛嚢炎様皮疹が合併する。結節性紅斑はしばしば病勢と一致して増悪、寛解を繰り返す。
また、皮膚の過敏性がきわめて亢進しているのは本症に特徴的であり、しばしば髭剃り後に顔が真っ赤にはれると訴えがある。また、医療機関に受診し採血した後、針をさした部位が真っ赤に腫れ上がる（針反応）。

### 副症状
後期に起こる症状で、生命予後に影響するのはこちらの症状である。あまり自然に寛解することはなく、積極的な治療を必要とすることが多い。
関節症状
非びらん性、非対称性の関節炎を来たし、多発関節炎というより単関節炎で現れることが多く、それは関節リウマチとも全身性エリテマトーデスとも似ていない。
副睾丸炎
頻度が高く、特徴的症状として挙げられている。
消化器病変
炎症性腸疾患とみまごうような粘血便、水様性下痢、激しい腹痛、大腸潰瘍をきたす。病変は回盲部に多いことが知られている。
血管病変
静脈病変が多く、深部静脈血栓症やバッド・キアリ症候群の原因となることがある。動脈病変はそれより少ないが劇的な臨床像とともによくしられており、大動脈炎をおこしたり、肺動脈炎から大量喀血をきたすことがある。血管病変に伴う脳血管障害や心筋梗塞も報告されている。
神経病変
脳神経の巣症状、髄膜炎から精神症状、はたまた末梢神経障害まで様々な病変がおき、全身性エリテマトーデスのCNSループスに勝るとも劣らない多彩さである。一方血管病変が原因と思われる脳血管障害により、麻痺や感覚障害もおこることがある。

### その他の症状
特定疾患認定の基準に使われないものとして、そのほか下記のような症状がしられている。
心病変
血管病変としての虚血性心疾患以外でも、心外膜炎や伝導障害が報告されている。
肺病変
肺病変の合併は（膠原病関連としては珍しく）まれである。血管病変としての肺血栓塞栓症や肺動脈炎がまれにおこることがある。
腎病変
腎病変の合併は（これも膠原病関連としては珍しく）まれである。しかしそれでも蛋白尿をおこしたり、糸球体腎炎、半月体形成に至るものもある。
アミロイドーシス
慢性の炎症性疾患の常として、おこることがある。
難聴
進行性の難聴を呈する事もある。

## 診断
上記症状のうち、目、口、皮膚、外陰部の四主症状すべてがそろったものを完全型ベーチェット病、主症状のうち3つまたは主症状2つ+副症状のうち2つまたは眼病変を含む主症状2つと副症状2つを示したものを不全型ベーチェット病と称する。また、完全型の所見がそろわなくとも、強い腸症状・血管炎症状・神経症状を示し明らかにベーチェット病が原因であると考えられるものを、それぞれ腸管ベーチェット、血管ベーチェット、神経ベーチェットと称し、これら特殊型ベーチェット病は予後が悪いことが知られている。副症状はベーチェット病の発症から4年から5年経過して出現するのが一般的である。しかし、稀に頭痛や髄膜刺激兆候を初発症状とする急性型神経ベーチェットをきたすことがある。

## 治療
皮膚症状など軽度の病態や寛解期にはコルヒチンなどを用いるが、生命に影響を及ぼす臓器病変（副症状にみられるもの）や重篤な眼病変などでは高用量のステロイドやサイクロスポリンなどの免疫抑制剤を含む強力な治療を行う。一度臓器病変をおこした場合や特殊型ベーチェット病の場合は、寛解後も少量のステロイドを飲み続けることが多い（そうでないと容易に再燃する）。難治性網膜ぶどう膜炎に対し分子標的治療薬のひとつ、抗ヒトTNFαモノクローナル抗体製剤インフリキシマブを使用することもある。消化管ベーチェット病に対しては類薬の抗TNF-α製剤であるヒュミラを処方することもある。インフリキシマブは2007年日本で認可され、近年のベーチェット病診療の最大の進歩とされる。

## 予後
主症状に関しては、寛解・再燃を繰り返す事が多く、10年くらいたつと病気の勢いは下り坂となり、20年くらいをこえるとほぼ再燃しないと言われている。ただし眼病変については、治療が遅れるなどすると失明することもあり、若年者の失明の重大な原因の一つである。
副症状、特にそれを主な病態とする特殊型ベーチェット病においては死亡する事もある。

## 神経ベーチェット病
ベーチェット病の約10-20%に認められる。約2-5倍男性に多い。20-40歳が好発である。神経症状は発症後3-6年後に出現する（ベーチェット病診断後）ことが多いが、神経症状が初発となる場合もある。神経ベーチェット病の分類は実質性病変（脳幹、大脳、脊髄病変）80%と非実質性病変（血管病変、動脈瘤など）20%に分かれ、実質性病変はさらに急性型、慢性型に分かれる。急性型は髄膜炎症状+局所症状を示し、ステロイド反応性良好である。慢性型は急性型の経過の後に神経障害、精神症状が進行する。脳幹、大脳、小脳の萎縮を伴い、髄液IL-6>20pg/ml（SLEなどでも上昇する）などが特徴的な検査所見となる。ステロイド抵抗性でありMTX少量パルス療法が（7.5-15mg/week）が有効とされている。眼ベーチェット病と用いられるシクロスポリンは神経ベーチェット病を増悪、誘発させる。
神経ベーチェット病の類縁疾患に神経Sweet病（neuro-Sweet disease）がある。Sweet病は発熱、末梢好中球増加、好中球浸潤性紅斑などを呈する全身性炎症性疾患だが、脳炎や髄膜炎を併発した場合は神経Sweet病と呼ばれる。ステロイド系抗炎症薬の投与で良好な経過をとることが多い点やヒト白血球型抗原（HLA）のタイプでB54とCw1の頻度が際立って高いことなどが知られているが、これらを含む複数の危険因子が発症に関与していることが示唆されている。神経ベーチェット病とは頻度の多いHLAは異なるが、他の共通の発症因子を有する一つの疾患スペクトラムを構成していると考えられている。